# DoorDash
A DoorDash, Inc. egy amerikai vállalat, amely online ételrendeléssel és ételkiszállítással foglalkozik. A DASH szimbólum alatt kereskedik. 56%-os piaci részesedésével a DoorDash a legnagyobb ételkiszállítási platform az Egyesült Államokban. A kényelmi kiszállítás kategóriájában is 60%-os piaci részesedéssel rendelkezik. 2020. december 31-én a platformot 450 000 kereskedő, 20 millió fogyasztó használta, és több mint egymillió kézbesítő futárral rendelkezett.
A Tony Xu, Andy Fang és Stanley Tang által alapított DoorDash 2024-ben debütált a Fortune 500 listán, a 443. helyen.
A DoorDash ellen beperelték és/vagy jogilag felelősségre vonták borravalók visszatartása, borravalók átláthatóságának csökkentése, trösztellenes ármanipuláció, éttermek engedély nélküli listázása, munkavállalók téves besorolása, betegszabadság visszatartása és személyes adatok illegális értékesítése miatt.
Az Egyesült Államokon kívül a DoorDash és európai leányvállalata, a Wolt 2024 végén összesen 32 másik országban működött.

## Felvásárlások
2019 augusztusában a vállalat felvásárolta a Scotty Labset, egy teleoperációs startupot, amely az önvezető és távirányítású járműtechnológiára összpontosít.
2019 októberében a DoorDash 410 millió dollárért felvásárolta a Square, Inc.-től a Caviart, egy olyan szolgáltatást, amely az előkelő városi éttermekből történő ételkiszállításra specializálódott, amelyek jellemzően nem kínálnak házhozszállítást.
2021. február 8-án a DoorDash bejelentette a Chowbotics felvásárlását, egy robotikai cégét, amely salátakészítő robotjáról ismert. A vállalatok nem hozták nyilvánosságra az üzlet feltételeit, de a Chowbotics értékét 2018-ban 46 millió dollárra becsülték.
2021. november 9-én a DoorDash bejelentette, hogy több mint 8,1 milliárd dollárért felvásárolta a finn Wolt technológiai vállalatot.